# Bigamie (1927)
Bigamie ist ein deutsches Stummfilmdrama aus dem Jahre 1927 von Jaap Speyer mit Heinrich George als ein Mann zwischen zwei Frauen, gespielt von Maria Jacobini und Anita Dorris.

## Handlung
Klempnermeister Otto Engel hat es durch Fleiß zu einem gewissen Wohlstand gebracht. In der ebenso blutjungen wie kreuzbraven Elise, der hübschen Tochter des ortsansässigen Gerichtsschreibers, hat er eine aufrichtige Bewunderin, die ihn über alles liebt. Doch Otto hat nur Augen für die seiner Meinung nach wesentlich aufregendere Tänzerin Ada, die er vor einiger Zeit in einem Gartenlokal ausgemacht hatte. In seinem Liebeswahn will er die „sündige“ Ada unbedingt heiraten. Ada hat nichts dagegen, verspricht das Leben an Ottos Seite zwar nicht gerade viel Aufregung, dafür ist der Handwerker aber finanziell betrachtet eine lohnende Partie. Es kommt wie es kommen muss: die Ehe geht schief. Ada ist ein ziemliches Luder, ständig am Nörgeln und auf Zank aus, wirft Ottos Geld mit vollen Händen aus dem Fenster und betrügt ihren Gatten sogar. Schließlich verlässt Ada ihren grundsoliden Engel und brennt mit einem windigen Tänzer namens Fred durch. Otto Engel ist am Boden zerstört.
Es ist Elise, die sich nun liebevoll um ihn kümmert und sieht, dass er wieder Boden unter den Füßen bekommt. Allmählich beginnt sich auch Otto in das reizende Mädchen zu verlieben und ist bereit, sie zu heiraten – wäre nicht die noch immer existierende Ehe mit Ada, die aber spurlos verschwunden ist. Engel hört auf den Rat eines windigen Rechtsanwalts, der ihm vorschlägt, kurzerhand Papiere zu fälschen und einen Totenschein auf Ada Engel ausstellen zu lassen. Die Zeit drängt, denn Elise ist schwanger, und niemand will ein uneheliches Kind in die Welt setzen. Als frischgebackener „Witwer“ kann Otto endlich seine Elise heiraten. Doch wie das Schicksal so spielt: Eines Tages steht Ada vor der Tür, putzmunter, und konfrontiert ihren Ehemann mit der Urkundenfälschung. Aus Rache droht sie ihm, ihn wegen Bigamie zu verklagen. Es kommt zu einer Gerichtsverhandlung. Von der reinen Kinderliebe seines und Elises kleinen Sohns jedoch tief beeindruckt, schluckt Ada Gift und bricht tot zusammen. Damit macht sie ihren Ehemann nun endgültig zum Witwer. Jetzt können Otto und Elise mit ihrem Kind in ihr kleines, großes Glück starten.

## Produktionsnotizen
Bigamie entstand in Berlins Terra-Glashaus und passierte die Filmzensur am 15. August 1927. Der Film maß eine Länge von 2661 Metern, verteilt auf sieben Akte. Ein Jugendverbot wurde erteilt. Die Uraufführung erfolgte am 27. September 1927 in Berlins Beba-Palast (Atrium).
Hans Jacoby schuf die Filmbauten.

## Kritik
In der Österreichischen Film-Zeitung hieß es: „Jaap Speyer bewegt seine Schauspieler in dezenter Weise und versteht es, eine spannende Atmosphäre zu schaffen. Heinrich George spielt den Meister. Er ist stark in seiner massigen Körperlichkeit, doch von unerhört feinen Nuancen in einer seltenen Ausgeglichenheit.“